# Чеку, Агим
Агим Чеку (алб. Agim Çeku; род. 29 октября 1960, Печ, Югославия) — бывший премьер-министр Косова. В прошлом командир косовских повстанцев.

## Биография

### Хорватия
После окончания школы поступил в военное училище, затем полтора года служил в Югославской народной армии. В 1991 году, дослужившись до капитана, дезертировал из Югославской народной армии и вступил в ряды хорватских участников Национальной гвардии, боровшихся за отделение Хорватии от Югославии.
В сентябре 1993 года был одним из ответственных за проведение хорватского наступления в Медакском кармане, в ходе которого были совершены военные преступления против гражданских сербов и военнопленных. Сербской стороной был обвинен в личном участии в преступлениях. 
В 1995 году принимал непосредственное участие в операции по ликвидации республики Сербская Краина.

### Косово
В 1998 году присоединился к Армии освобождения Косова, через 2 месяца после вступления в неё стал полковником. 
В 1999 году после войны НАТО против Югославии был поставлен во главе корпуса защиты Косова, созданного для легализации членов Армии освобождения Косова после вступления в край войск НАТО.
В марте 2006 года был назначен администрацией ООН в Косове премьер-министром после отставки прежнего премьера Байрама Косуми. Оказавшись на этом посту, Агим провозгласил своей целью отделение Косова от Сербии. 24 июля 2006 года был в Вене на переговорах делегаций Сербии и Косова о будущем статусе края.
30 ноября 2006 года посетил Россию с неофициальным рабочим визитом по приглашению Комитета по международным делам Госдумы РФ. Его приняли депутаты Государственной думы и заместитель министра иностранных дел России Владимир Титов. На переговорах в Москве Чеку заявлял, что албанцы готовы предоставить сербскому меньшинству широкую автономию. Приезд Чеку в Россию вызвал протесты части общественности.

## Аресты
23 июня 2009 года Агим Чеку был очередной раз арестован, теперь на одном из пограничных пропускных пунктов в Болгарии по международному ордеру выданному Сербией, он разыскивался в связи с обвинениями в военных преступлениях против сербов во время косовской войны 1998—1999 годов. Сербия требовала ареста Агима Чеку с 2002 года, за это время он арестовывался трижды — в 2003 и 2004гг. в Словении и Венгрии, а также в 2009 году в Колумбии, из которой был выслан, однако эти страны отпускали его, ссылаясь на положения внутреннего законодательства.